# Isotoma nanseni
Isotoma nanseni är en urinsektsart som beskrevs av Fjellberg 1978. Isotoma nanseni ingår i släktet Isotoma och familjen Isotomidae. Inga underarter finns listade i Catalogue of Life.